# 沙白镇
沙白镇，是位於马来西亚雪兰莪州沙白安南县的一个沿海边境小镇。沙白镇是雪兰莪最西北端的城镇，过了安南河后就是霹雳州峇眼拿督县。沙白镇内经济以种植棕榈为主，其中有些园丘为森那美集团（Sime Darby）拥有。这里有一所政府医院。

## 教育
此镇周围拥有八间小学和二间中学，现今大部分华裔学生都就读于华小。

### 学校
- 沙白培智华文小学（SJKC Phooi Tee, Sungai Pulai）
- 沙白安南南华华文小学（SJKC Lum Hua）
- 基尔佐哈里国民小学（SK Khir Johari）
- 阿都拉迪夫医生国民小学（SK Doktor Abdul Latiff）
- 峇都三十八国民小学（SK Batu 38）
- 昔杷迪国民小学（SK Sekendi）
- 敦依斯迈医生国民小学（SK Tun Dr Ismail）
- 沙白安南园丘淡米尔小学（SJKT Ladang Sabak Bernam/Ladang Torkington）
- 翁姑阿兹国民中学（SMK Ungku Aziz）
- 东姑阿都拉曼国民中学（SMK Tunku Abdul Rahman Putra）

## 交通
沙白可通过联邦公路5号抵达，未来西海岸大道（WCE）也将经过这里。

## 政治
沙白属于以其县属『沙白安南』名称命名的沙白安南国会议席，该议席在马来西亚下议院的代表为来自国阵巫统的莫哈末费沙。
同时，沙白属于以其名称命名的沙白州议席，该议席在雪兰莪州议会的代表来自希望联盟国家诚信党的慕斯达因。